# Costalimada brasiliensis
Costalimada brasiliensis is een halfvleugelig insect uit de familie witte vliegen (Aleyrodidae), onderfamilie Aleurodicinae.
De wetenschappelijke naam Costalimada brasiliensis is wetenschappelijk geïntroduceerd door Jon H. Martin in 2011. De soort is ontdekt in Brazilië.